# Adriano Galliani

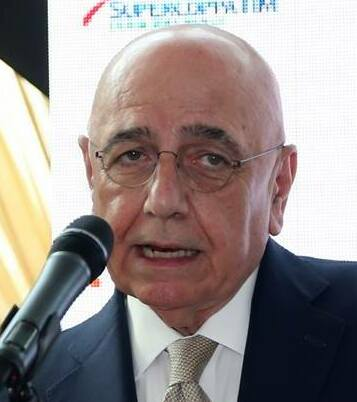
Adriano Galliani (2016)

Adriano Galliani (* 30. Juli 1944 in Monza) ist ein italienischer Unternehmer und Fußballfunktionär. Er ist Geschäftsführer des Serie-A-Vereins AC Monza und Senator für Forza Italia.
Bekanntheit erlangte er als ehemaliger stellvertretender Vorsitzender und CEO des AC Mailand von 1986 bis 2017. Während seiner Amtszeit gewann Milan unter anderem fünf UEFA Champions LeagueUEFA-Champions-League- und acht Meistertitel.

## Karriere
Nach seiner Ausbildung zum Diplom-Geometer arbeitete Galliani acht Jahre lang für die Stadt Monza. 1975 gründete er die Firma Elettronica Industriale, die auf die Herstellung von Vorrichtungen zum Empfang von TV-Signalen spezialisiert ist. Durch sein Unternehmen kam er 1979 mit dem Geschäftsmann Silvio Berlusconi in Kontakt, mit dem er den Fernsehsender Canale 5 gründete.

### Fußball
1986 wurde Adriano Galliani Geschäftsführer des soeben von Berlusconi erworbenen Fußballvereins AC Mailand, bald darauf auch Vize-Präsident.
1991, als Mailand im Europapokal 1990/91 im Stade Vélodrome gegen Marseille spielte, ging in der 87. Minute das Licht aus. Als das Licht wieder an war, weigerte Galliani sich, die Mannschaft weiterspielen zu lassen, da zuvor Fernsehteams das Spielfeld gestürmt und „das Spiel gestört“ hatten. Mailand schied daraufhin aus dem Wettbewerb aus und wurde für ein Jahr von den UEFA-Wettbewerben ausgeschlossen. Galliani selbst wurde bis Juli 1993 von allen offiziellen Funktionen suspendiert.
2002 wurde er Präsident der Lega Nazionale Professionisti, einer Unterorganisation des italienischen Fußballverbands Federazione Italiana Giuoco Calcio, welche der Ausrichter der nationalen Meisterschaft ist. Seine Doppelfunktion als hoher Funktionär des AC Milan und der italienischen Liga verursachte immer wieder Polemiken wegen angeblicher Interessenkonflikte.
Als im Zuge der Ermittlungen wegen des Fußball-Skandals 2006 auch gegen Galliani ermittelt wurde, trat er am 22. Juni 2006 von seinem Amt als Liga-Präsident zurück.
Ein Gericht verurteilte ihn zu einem Berufsverbot von neun Monaten, in der nächsten Instanz wurde das Strafmaß auf fünf Monate und eine Geldstrafe vermindert.
Mit dem Verkauf an Investoren aus China beendete Galliani am 13. April 2017 seine Karriere in Mailand. Er führte den Verein in 31 Jahren zu 29 Trophäen.
Seit 2018 ist er Geschäftsführer des AC Monza, einem Fußballverein aus seiner Heimatstadt, der Silvio Berlusconi gehörte. Nach dem Aufstieg in die Serie B 2020 sicherte sich Monza am 29. Mai 2022 nach einem Sieg gegen Pisa Sporting Club im Finale der Aufstiegsplayoffs den erstmaligen Aufstieg in die Serie A.

### Politik
2018 wurde er für die Partei Forza Italia in den italienischen Senat gewählt, gehörte diesem vier Jahre an und verzichtete vor den Neuwahlen 2022 auf eine erneute Kandidatur. Nach dem Tod Silvio Berlusconis, der Neuwahlen in seinem Wahlkreis nötig machte, bewarb er sich 2023 erneut um ein Mandat für den Senat und gehört diesem seither wieder an.

## Persönliches Leben
Galliani war eine der prominenten italienischen Persönlichkeiten, die im April 2016 in den Panama Papers genannt wurden. Sein Enkel, Adrian Galliani, ist Fußballspieler.

## Auszeichnungen
2011 wurde er in die Hall of Fame des Italienischen Fußballs aufgenommen. Am 17. November 2022 wurde Gallianis Karriere bei den Globe Soccer Awards 2022 mit einem Executive Career Award gewürdigt.